# Odostomia trifida
Odostomia trifida är en snäckart som först beskrevs av Henry Roland Totten 1834.  Odostomia trifida ingår i släktet Odostomia och familjen Pyramidellidae. Inga underarter finns listade i Catalogue of Life.